# Call of Duty 2
A Call of Duty 2 belső nézetű lövöldözős videójáték, a 2003-ban kiadott Call of Duty folytatása. A játékot az Infinity Ward fejlesztette és az Activision adta ki. 2005. október 25-én jelent meg Microsoft Windows-ra és november 22-én Xbox 360-ra Európában, Észak-Amerikában és Ausztráliában. A játék megjelent mobiltelefonra és Pocket PC-re is. Japánban a Konami adta ki PC-re 2006. március 24-én, míg Xbox 360-ra 2006. június 15-én.
A játék a második világháború idején játszódik, és négy szövetséges katona szemszögéből mutatja be az eseményeket. Egyikük a Vörös Hadseregben szolgál, másikuk az Amerikai Egyesült Államok hadseregében, míg ketten britek. A játékot jól fogadták, a kritikák legtöbbje pozitív véleményt fogalmazott meg róla. Az Xbox verzióból az első héten 250 000-et adtak el, míg 2006 októberére 1,4 milliót.

## Játékmenet
A játékos képes leguggolni és a földre feküdni valamint kisebb falakat átmászni. Egyszerre két lőfegyver lehet nála, és ezek lecserélhetők a csatatéren maradt ellenséges és baráti fegyverekre. Ezeken kívül mind kézigránátokat, mind füstgránátokat vihet magával a harcba. A fegyver célzóját használva nagyobb pontossággal lehet lövéseket leadni. A baráti és ellenséges katonákat valamint az aktuális célt, amely lehet egy pont elérése vagy megvédése vagy megsemmisítendő ellenséges ágyú vagy tank, egy iránytűn jelzi ki a játék. A rögzített fegyverek, mint például géppuskák vagy légvédelmi ágyúk használhatóak az ellenség legyőzésére. Néhány küldetés során pedig a játékosnak egy tankot kell irányítania.
A játékos rendelkezik egy távcsővel is, amely az egyszerű küldetések során nem bír jelentőséggel, de nagy szerepe van a 8,8 cm Flak 18/36/37/41 ágyú és az Mk VI Crusader nagyobb távolságra való használatánál, valamint az egyik brit küldetésnél, ahol ennek segítségével lehet irányítani a baráti tüzérség tüzét. A felderítés során is nagy hasznát lehet venni, azonban a játék legnagyobb részében közelharc folyik, csökkentve ennek a taktikának a jelentőségét.
Ha a játékos súlyosan megsérül, akkor a képernyő vöröses színűre vált, és a karakter szívdobogásának hangja egyre hangosabbá válik, ezzel jelezve az alacsony életerőt. A játékosnak ekkor fedezékbe kell jutnia, hogy elkerülje a további sebesüléseket, ugyanis akkor meghal és az utolsó ellenőrzőponttól kell folytatni a játékot. A fedezékben töltött idő alatt az életerő regenerálódik. Néhány támadás, például a gránátok vagy a tüzérség egyből megölik a játékost ha túl közel tartózkodik a robbanáshoz.
2006 áprilisában az Infinity Ward kiadta a Call of Duty 2 Radiantet, amely lehetővé teszi a játékosoknak, hogy saját egy-, illetve többjátékos pályákat hozzanak létre.

### Többjátékos mód
Minden többjátékos PC szerveren 64 játékos a maximum létszám, míg Xbox esetén ez 8 fő. Az Xbox esetén a játékosok játszhatnak az Xbox Live-on és szerezhetnek új pálya csomagokat. 13 hivatalos pálya van a játékban, amelyek közül hármat az első Call of Duty pályái alapján csináltak meg. Van továbbá még három pályacsomag is, amelyek összesen nyolc új pályát adnak hozzá a játékhoz.
A pályák között található normandiai, afrikai és oroszországi is. Mindkét csapat számos fegyver közül választhat, a pályától függően. A játékosok a szövetséges oldalon választhatnak, hogy orosz, brit vagy amerikai katonával kívánnak-e játszani, míg a tengelyhatalmi oldalon lévők német katonákkal lehetnek. Számos játéktípus közül lehet választani: Deathmatch, Team Deathmatch, Search & Destroy, Capture the Flag és Headquarters.

## Hadjáratok

### Szovjet
A játékos Vaszilij Kozlov közlegényt, a 13. lövész gárdahadosztály katonáját irányítja, aki a játék elején Moszkva védelmében vesz részt. A játék további része Sztálingrádban játszódik, 1942–1943 telén, kemény harcot folytatva a kezdetben előrenyomuló, majd bekerített német erőkkel, a cél pedig több erődített terület megtisztítása. Az utolsó küldetés a szovjet ellentámadás idején játszódik, ahol több épület elfoglalása és megvédése után a városházát is visszafoglalják.

### Angol
Az angol hadjárat elején a játékos John Davist, a 7. páncéloshadosztály őrmesterét irányítja. A hadjárat legelső küldetése során Észak-Afrikában kell megtámadni egy német utánpótlási pontot, és az ott található üzemanyagot és lőszert megsemmisíteni. A következő küldetésben a cél egy kis település védelme a jelentős túlerőben lévő, páncélosok által támogatott németektől, ahol a végén a tüzérség tüzét kell irányítani. Ezt követően a második el-alameini csatában előrenyomulva kell lövészárkokat és ellenséges lőállásokat megtisztítani, majd végül az ellenséges főhadiszállást elfoglalni. Az Egyiptomban rekedt német erőket El Daba városában kell megsemmisíteni, majd ezzel véget ér a brit hadjárat első része. A hadjárat második részében a játékos David Welsh brit tankparancsnokot alakítja, és két tankcsatában vesz részt. A hadjárat harmadik része Tunéziában játszódik, a maradék Német Afrika-hadtest legyőzését bemutatva. A hadjárat további küldetései a caeni csatát mutatják be.

### Amerikai

Az amerikai hadjárat egyik pályája a Pointe du Hoc elleni támadást mutatja be

Az amerikai hadjárat Bill Taylor tizedes, a 2. ranger zászlóalj katonájának harcait mutatja be. A hadjárat a D-nappal indul, amelynek során a játékos a Pointe du Hoc elleni támadásban vesz részt, megsemmisítve hat német ágyút, majd ezt követően a magaslatot megvédi a német ellentámadástól. Ezután a környező falvakban folyó harcokba kell bekapcsolódni, és az egyik ilyen falu elfoglalása után annak gabonatárolójának tetejéről mesterlövészpuskával a német aknavetősöket visszaverni. A következő küldetés során a cél a 400-as magaslat (Hill 400) bevétele, amely a közeli Bergstein elfoglalását, a bunkerek felrobbantását és a német ellentámadás visszaverését jelenti. Az utolsó küldetés a Rajnán való átkelést mutatja be, egy túlparti német kisváros elfoglalásával együtt, amelynek végén a játékos két Tigris tankot semmisít meg, majd a munkájával elégedett ezredese előlépteti őrmesterré.

### Befejezés
A játék végén lefutó animáció Price brit százados német hadifogságból történő amerikai kimentését mutatja be. A készítők felsorolása után megjelenik „A játék készítésekor egy tehén sem sérült meg” felirat, akárcsak az első játékban. Ez utalás a normandiai küldetések során megtalálható tehéntetemekre.

## Fejlesztés
2005. április 7-én az Infinity Ward bejelentette, hogy hivatalosan is dolgoznak a Call of Duty 2-n, amelynek megjelenését 2005 őszére tervezik. Többen úgy spekuláltak, hogy ezzel együtt készül a játék folytatása is, ahogy a játék első részénél a Gray Matter Interactive készítette el a Call of Duty: United Offensive-t.

## Fogadtatás
| Összegzőoldal | Értékelés                        |
| ------------- | -------------------------------- |
| GameRankings  | (X360) 90% (PC) 88% (Mobile) 80% |
| Metacritic    | (X360) 89/100 (PC) 86/100        |

| Szerző        | Értékelés                 |
| ------------- | ------------------------- |
| 1Up.com       | (X360) A                  |
| Eurogamer     | (X360) 7/10               |
| Game Informer | 9,75/10                   |
| GamePro       | (X360) (PC)               |
| GameSpot      | (X360) 8,8/10 (PC) 8,8/10 |
| IGN           | (X360) 9,0/10 (PC) 8,5/10 |
| OXM (US)      | 9,0/10                    |
| X-Play        | [ 24 ]                    |

A Call of Duty 2-t a kritikusok jól fogadták. A grafikát és zenét széles körben dicsérték, és az életerőregeneráló rendszert is pozitívan értékelték. Ez utóbbit a GameSpot és a GamePro előrelépésként értékelte a korábbi kijelzős rendszerhez képest. A PC változat többjátékos módját azonban visszalépésnek ítélték a Call of Duty: United Offensive-hez képest.
Az IGN az Xbox változatnak 9 pontot adott a 10-ből, kiemelkedőnek nevezve azt. A Gamespot értékelője, Bob Colayco 8,8 pontot adott ugyanennek, dicsérve a játék grafikáját, a mesterséges intelligenciát és a hadjáratok változatosságát. Ugyanakkor kritikát fogalmazott meg azzal kapcsolatban, hogy az Xbox 360-ra kiadott játék drágább volt a PC-re kiadottnál, illetve, hogy a többjátékos mód csak nyolc játékost támogat. A GamePro a játék grafikájának részletességét és valósághűségét dicsérte.
Az IGN értékelése a PC-verzióról kevésbé volt nagylelkű, 8,5 pontot adva a játéknak. Az értékelő, Tom McNamara szintén a grafikát emelte ki, kitűnőnek nevezve azt, valamint dicsérte a hangokat és a zenét is. A leginkább a játékmenetet kritizálta, ahol az újratöltődő életerő miatt gyakran túl könnyű a továbbjutás. A Gamespottól Bob Colayco 8,8 pontot adott a PC játékra, akárcsak az Xbox 360-ra kiadott változatra, szintén a hangokat és a mesterséges intelligenciát dicsérve. Itt azonban az Xbox változattal ellentétben a többjátékos módot szórakoztatónak tartotta, ám a teljesítményt kritizálta.
A Call of Duty 2 a legnépszerűbb induló név volt az Xbox 360-nál, ugyanis az első héten 250 000 darabot adtak el belőle. Az Xbox 360-at vásárlók 77% vette meg a játékot is, ami rásegített a nagyszámú eladás elérésére. 2006 júliusáig 1,4 millió darabot adtak el belőle, amely szám 2008 januárjára 2 millióra nőtt.

## Fegyverek
Németország
- Luger P08
- Karabiner 98k
- Maschinenpistole 40 (MP 40)
- Sturmgewehr 44 (MP 44)
- Maschinengewehr 42 (MG 42)
- Távcsöves Karabiner 98k
- Távcsöves Gewehr 43
- Gewehr 41
- Gewehr 43
- Panzerschreck

### Amerikai Egyesült Államok
- Colt M1911
- M1 Garand
- M1 Carbine
- Thompson-géppisztoly
- Browning Automatic Rifle
- M1903 Springfield
- M1897 Trench Gun

### Egyesült Királyság
- Webley Revolver
- Lee-Enfield
- Sten
- Távcsöves Lee-Enfield
- Bren könnyű géppuska
- Thompson-géppisztoly

### Szovjetunió
- Tokarev TT
- Moszin–Nagant
- PPS–41
- PPS–43
- Tokarev SVT–40
- távcsöves Moszin–Nagant

### Fordítás
Ez a szócikk részben vagy egészben  a   Call of Duty 2 című angol Wikipédia-szócikk ezen változatának fordításán alapul.  Az eredeti cikk szerkesztőit annak laptörténete sorolja fel. Ez a jelzés csupán a megfogalmazás eredetét és a szerzői jogokat jelzi, nem szolgál a cikkben szereplő információk forrásmegjelöléseként.